# Cúmulo globular M12
El Cúmulo globular M12 (también conocido como Objeto Messier 12, Messier 12, M12 o  NGC 6218) es un cúmulo globular de la constelación de Ofiuco. Fue descubierto por Charles Messier el 30 de mayo de 1764, quien lo describió como una “nebulosa sin estrellas”. Es casi un gemelo de su vecino M10 aunque ligeramente de mayores dimensiones y más débil en cuanto luminosidad. Se creyó que era un tipo intermedio entre los cúmulos abiertos globulares y los densos (como ocurre con M11), al no estar muy concentrado. Finalmente, Harlow Shapley incluyó M12 en su clasificación de concentración, perteneciendo este cúmulo a la clase IX.
Es un cúmulo globular muy pobre en estrellas variables en donde sólo se han registrado hasta ahora trece estrellas de este tipo. Las estrellas más brillantes son de magnitud 12.
En noches oscuras se puede ver vagamente este cúmulo haciendo uso de unos prismáticos. Para identificar individualmente sus componentes estelares se requiere de un telescopio con una apertura de 8 pulgadas (20 cm.) o más. Su magnitud conjunta en banda B (filtro azul) es igual a la 8.52, su magnitud en banda V (filtro verde) es igual a la 7.68; su tipo espectral es F8: fotográficamente se aprecia de color amarillento debido a la gran cantidad de estrellas gigantes rojas (de color amarillento o dorado) que contiene. De su velocidad radial,  -43.5 km/s, se deduce que se aproxima a la Tierra a más 156 600 km/h: esta velocidad está originada por la combinación de su velocidad orbital alrededor del núcleo de la Vía Láctea, además de la velocidad propia del Sol y de la Tierra.
Un estudio realizado en el año 2006 determinó que M12 tiene un número inusualmente bajo de estrellas de baja masa. Los autores suponen que parte de la masa de las mismas fueron despojadas por la influencia gravitacional de la Vía Láctea.